# Zosterops kirki
El anteojotos de Kirk (Zosterops kirki) es una especie de ave paseriforme de la familia Zosteropidae endémica de la isla Gran Comora, en el océano Índico occidental. Anteriormente se consideraba una subespecie del anteojitos malgache o del anteojitos senegalés.

## Distribución y hábitat
El anteojitos de Kirk se encuentra únicamente en la isla principal de las Comoras, en el oeste de las islas Carolinas. Su hábitat natural son los bosques húmedos tropicales isleños.